# Bright Yellow Bright Orange
| Совокупная оценка    | Совокупная оценка |
| Источник             | Оценка            |
| -------------------- | ----------------- |
| Metacritic           | 82/100            |
| Оценки критиков      |                   |
| Источник             | Оценка            |
| AllMusic             | [ 1 ]             |
| Blender              | [ 3 ]             |
| Entertainment Weekly | B+                |
| The Guardian         | [ 5 ]             |
| Pitchfork            | 6.9/10            |
| Q                    | [ 7 ]             |
| Rolling Stone        | [ 8 ]             |
| Spin                 | A−                |
| Uncut                | [ 10 ]            |
| The Village Voice    | B+                |

 Bright Yellow Bright Orange — восьмой студийный альбом австралийской инди-рок-группы The Go-Betweens. Он был выпущен в феврале 2003 года на лейбле Trifekta Records. Он был номинирован на премию ARIA Music Awards 2003 в категории «Best Adult Contemporary Album», но уступил Джону Фарнему за его альбом The Last Time.

## История
Поклонники Go-Betweens были приятно поражены, когда Роберт Форстер и Грант Макленнан воссоединились спустя 12 лет и снова начали записываться. Это второй продукт их, надеемся, долгого воссоединения. Записываясь в своей родной Австралии, дуэт добавил басистку и вокалистку Адель Пикванс и барабанщика Гленна Томпсона к группе для записи Bright Yellow Bright Orange 2003 года. Здесь есть все признаки отличной записи Go-Betweens: запоминающиеся мелодии, ироничные и грамотные (в случае Форстера, литературные) тексты песен, драматический вокал Форстера и сладкое напевание Макленнана..

## Отзывы
Альбом получил положительные отзывы музыкальной критики и интернет-изданий. На Metacritic альбом имеет рейтинг «мета-оценки» 82 баллов из 100, основанный на нескольких рецензиях, что подразумевает «всеобщее признание» критиков.
Тим Сендра отметил в AllMusic, что «Это действительно отличная запись, но она немного не дотягивает до того, чтобы быть отличной записью Go-Betweens. Bright Yellow Bright Orange не хватает энергии и задора, которые были у Friends of Rachel Worth (и некоторых более ранних записей). На той записи был трепет повторного открытия; Этот альбом больше похож на то, что Форстер и Макленнан комфортно устроились в своём партнёрстве. Темпы расслабленные, мелодии легко напевать под аккомпанемент перебора акустических гитар, музыка очень прямолинейная и размеренная, а тексты почти сентиментальные. Большее количество треков, чем обычно, включает в себя сочный бэк-вокал; Пикванс продолжает с того места, где остановилась Аманда Браун, которой так не хватает, и добавляет своевременные гармонии. Треки Макленнан звучат особенно мягко: „Mrs. Morgan“ — мягко движущаяся жемчужина в стиле бренчащий-поп, „Crooked Lines“ — баллада с прекрасным вокалом Пикванса, а „Unfinished Business“ — короткая, до боли красивая баллада, основанная на фортепиано, которая завершает альбом на сильной ноте. Вклад Форстера более драматичен: почти разговорный трек „In Her Diary“ — беспощадный взгляд на одинокую жизнь; кантри-баллада „Too Much of One Thing“; и хард-роковая „Make Her Day“ с весьма нетипичным дисторшном на гитаре. Ключевой трек альбома „Old Mexico“ демонстрирует редкую возможность совместного вокала Форстера и Макленнана. Это мгновенная классика: мощный бит и отрывистый вокал куплетов сменяются роскошным припевом, который отдалённо и приятно напоминает „Bachelor Kisses“. Поклонники Go-Betweens должны быть очень довольны Bright Yellow Bright Orange и рады, что группа решила остаться вместе и продолжить создавать умную, захватывающую поп-музыку для взрослых».

## Список композиций
Слова и музыка всех песен — Гранта Макленнана и Роберта Форстера.
| №   | Название                | Длительность |
| --- | ----------------------- | ------------ |
| 1.  | «Caroline and I»        | 3:50         |
| 2.  | «Poison in the Walls»   | 4:26         |
| 3.  | «Mrs Morgan»            | 4:07         |
| 4.  | «In Her Diary»          | 3:00         |
| 5.  | «Too Much of One Thing» | 5:53         |
| 6.  | «Crooked Lines»         | 2:49         |
| 7.  | «Old Mexico»            | 4:39         |
| 8.  | «Make Her Day»          | 3:44         |
| 9.  | «Something for Myself»  | 4:01         |
| 10. | «Unfinished Business»   | 2:12         |

Первое издание версии CD Jetset, которое было доступно в некоторых магазинах США, включало бонусный диск
| №  | Название                | Длительность |
| -- | ----------------------- | ------------ |
| 1. | «Instant Replay»        | 2:42         |
| 2. | «Woman Across The Way»  | 2:54         |
| 3. | «Locust Girls»          | 3:25         |
| 4. | «Girl Lying On A Beach» | 3:22         |